# Vers (rivière)
Pour les articles homonymes, voir Vers (homonymie).
Pour l’article ayant un titre homophone, voir Vert (homonymie).
Le Vers est une rivière française du département du Lot, en France, sous-affluent de la Garonne par le Lot.
À ne pas confondre avec la rivière Vert, également dans le département du Lot.

## Géographie
Le Vers est une rivière qui prend sa source sur la commune de Labastide-Murat sous le nom de Ruisseau de Goudal et rejoint le Lot à Vers. La longueur de ce cours d'eau est de 23 km

### Départements et communes traversés

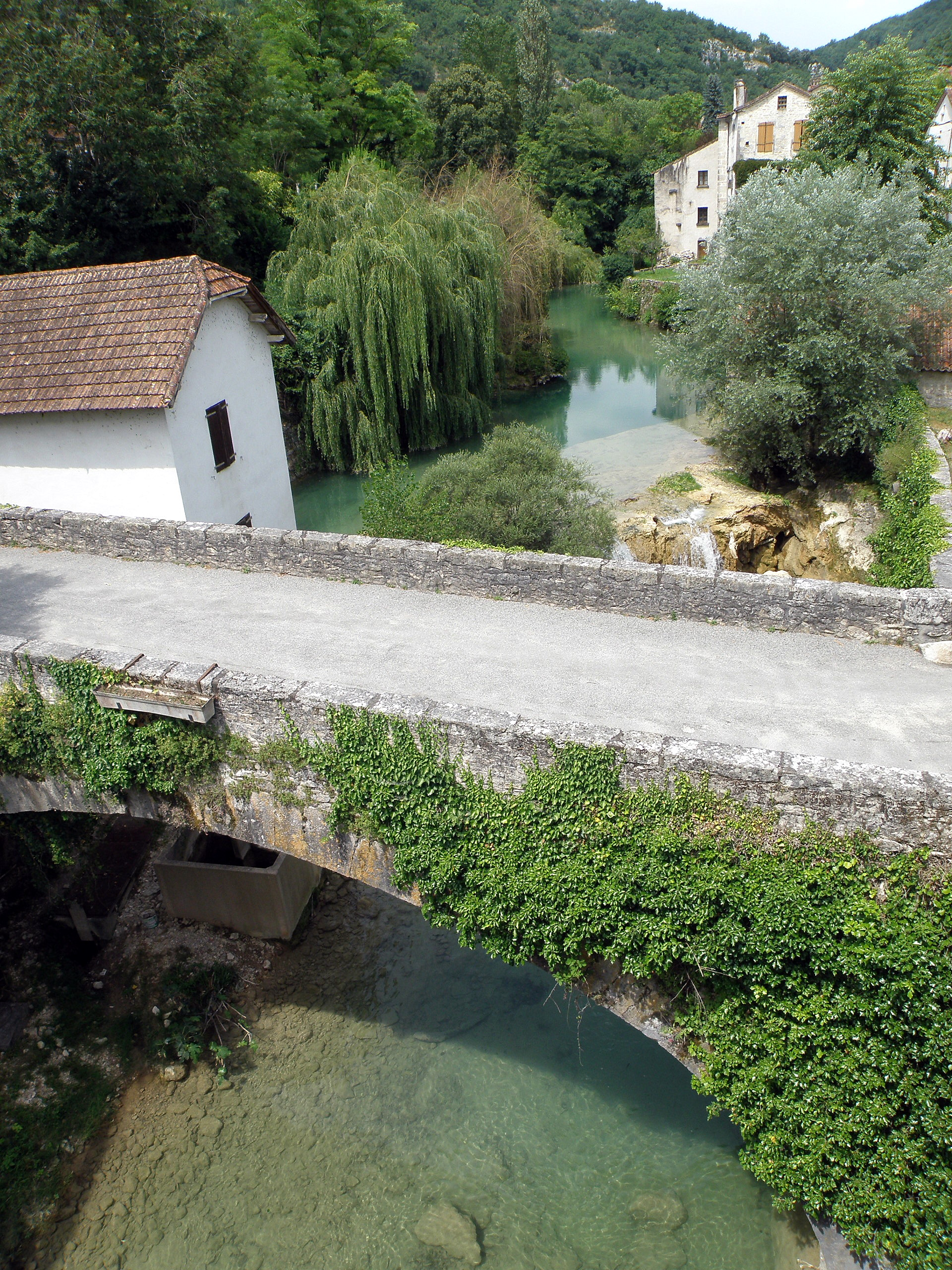
La rivière Vers près des moulins de Vers.

- Lot : Labastide-Murat, Saint-Sauveur-la-Vallée, Saint-Martin-de-Vers, Cours, Soulomès, Lauzès, Cabrerets, Vers.

## Hydronymie
L'Hydronyme Vers est basé sur le mot gaulois verno qui désigne un arbre : l'aulne.

## Principaux affluents
- la Rauze : 9,8 km
- Ruisseau de Nougayrol : 4,5 km
- Ruisseau de Puycalvel : 2,7 km

## Protection de la nature
Les vallées de la Rauze et du Vers avec leurs vallons tributaires constituent depuis décembre 2004 une zone Natura 2000 de 4807 hectares, riche notamment en orchidées.